# Trachylepis boettgeri
Trachylepis boettgeri este o specie de șopârle din genul Trachylepis, familia Scincidae, descrisă de Boulenger 1887. A fost clasificată de IUCN ca specie cu risc scăzut. Conform Catalogue of Life specia Trachylepis boettgeri nu are subspecii cunoscute.

## Galerie

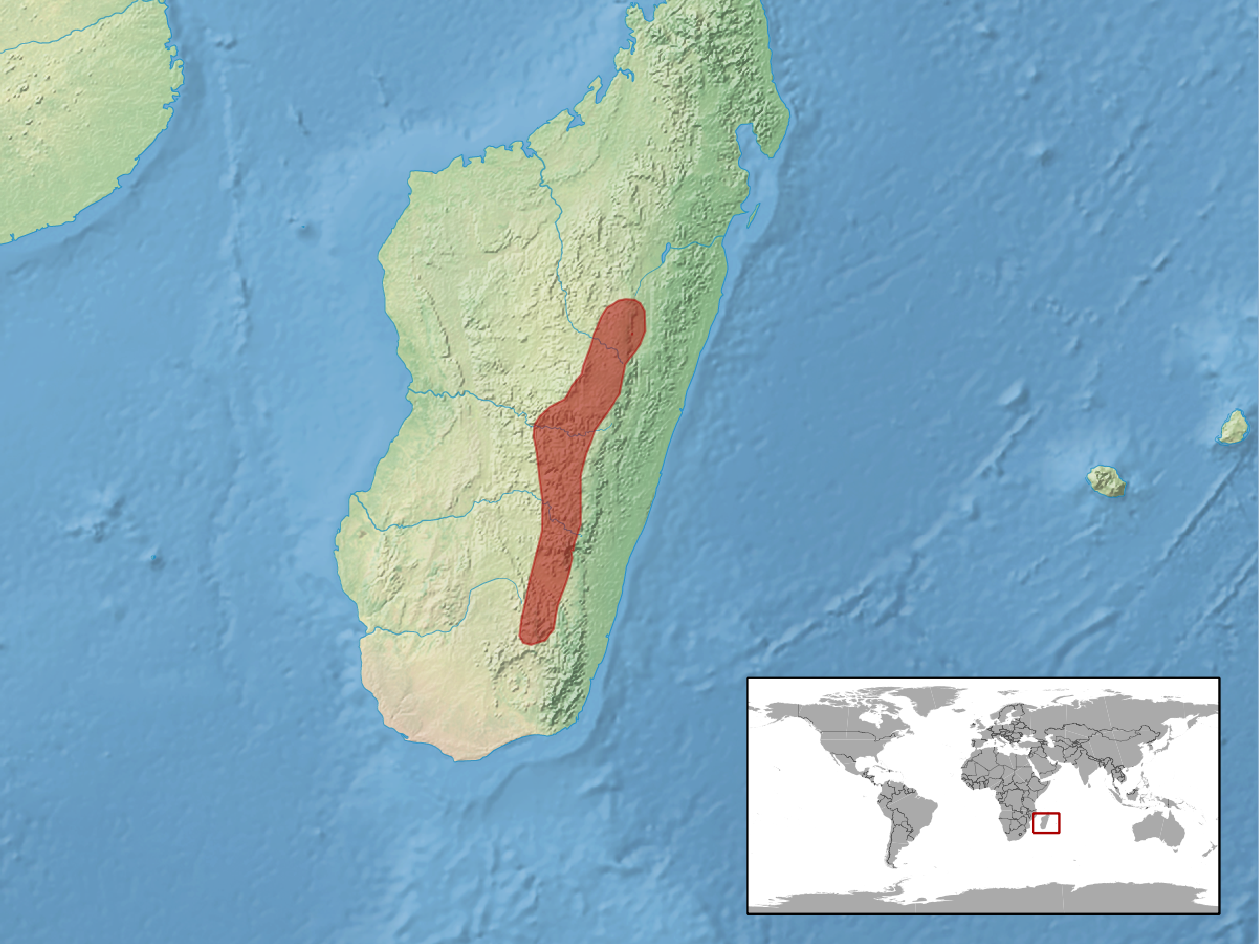